# Atypophthalmus comoricola
Atypophthalmus comoricola är en tvåvingeart som först beskrevs av Alexander 1979.  Atypophthalmus comoricola ingår i släktet Atypophthalmus och familjen småharkrankar.
Artens utbredningsområde är Komorerna. Inga underarter finns listade i Catalogue of Life.